# En spännande dag för Josefine (musikalbum)
En spännande dag för Josefine är ett studioalbum från 1982 av det svenska dansbandet Curt Haagers. Det placerade sig som högst på 35:e plats på den svenska albumlistan.

## Låtlista
1. En spännande dag för Josefine
2. Aldrig nå'nsin glömmer jag dej
3. En gammal man och ett hav (Der alte Mann und das Meer)
4. Gloryland
5. Öppna landskap (bygger på: Hör hur västanvinden susar)
6. Var ska vi sova i natt baby (Sara perche ti amo)
7. Det är sången om dej (La Paloma)
8. Göta kanal (Einmal verliebt immer verliebt)
9. Boeves psalm
10. Att dansa med dej
11. Låt kärleken slå rot
12. Ta de' lugnt (By the Light of the Silvery Moon)
13. Godnatt Irene (Goodnight Irene)

## Listplaceringar
| Lista (1982–1983) | Topplacering |
| ----------------- | ------------ |
| Sverige           | 35           |